# Jan den Ouden (politicus)

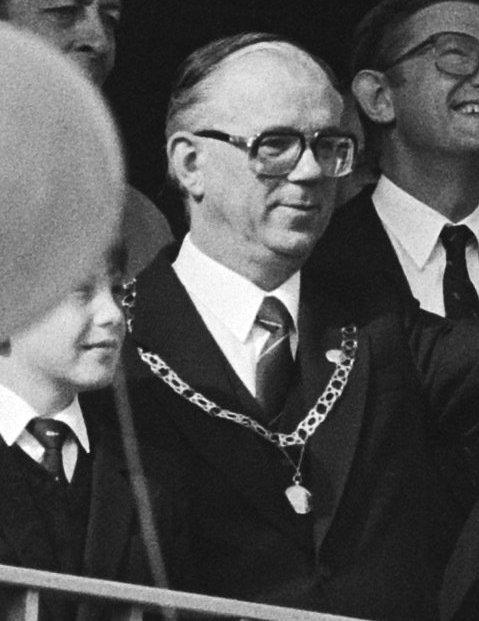
Burgemeester J. den Ouden (1985)

Jan den Ouden (Alblasserdam, 16 juli 1938 – 31 december 2016) was een Nederlands politicus van de VVD.
Den Ouden studeerde aan een kweekschool, maar trad in dienst bij een staalbedrijf waar hij werkte als adjunct-directeur. Daarnaast was hij enige tijd wethouder in zijn geboorteplaats voor hij in maart 1977 benoemd werd tot burgemeester van Anna Paulowna. Vanaf maart 1998 fungeerde locoburgemeester Loes de Zeeuw-Lases enkele maanden als waarnemend burgemeester van Anna Paulowna en in augustus 2000 ging Den Ouden vervroegd met pensioen. Hij overleed eind 2016 op 78-jarige leeftijd.